# Атомна електростанція

Атомні електростанції у світі.
Є діючі АЕС, будуються нові енергоблоки.
Є діючі АЕС, передбачено будівництво нових енергоблоків.
Діючі АЕС відсутні, ведеться будівництво.
Діючі АЕС відсутні, планується будівництво.
Є діючі АЕС, будівництво нових енергоблоків поки що не планується.
Є діючі АЕС, але розглядається скорочення їх кількості.
Цивільна ядерна енергетика заборонена законом.
Немає діючих АЕС

А́томна електроста́нція (АЕС) — електростанція, в якій атомна (ядерна) енергія перетворюється на електричну. Генератором енергії на АЕС є атомний реактор. Тепло, котре виділяється в реакторі внаслідок ланцюгової реакції поділу ядер деяких важких елементів, потім так само як і на звичайних теплових електростанціях (ТЕС), перетвориться на електроенергію. На відміну від теплоелектростанцій, що працюють на органічному паливі, АЕС працює на ядерному паливі (переважно 232U, 235U, 239Pu)
Унаслідок роботи АЕС утворюються радіоактивні відходи та відпрацьоване ядерне паливо. Вони є небезпечними для людини й довкілля, тож для знешкодження вимагають переробки та тривалого зберігання.

## Історія
.

Історія розвитку світової ядерної енергетики по роках:
- Верхній графік — кількість енергії (Гігават), що виробляється АЕС;
- Нижній — кількість АЕС, що діють

20 грудня 1951 року ядерний реактор вперше в історії людства виробив придатну для використання кількість електроенергії — в нинішній Національній Лабораторії INEEL Департаменту енергії США. Реактор виробив достатню потужність, щоби запалити простий ланцюжок з чотирьох лампочок 100 Вт. Після другого експерименту, проведеного наступного дня, 16 учених і інженерів, що брали участь в ньому, «увічнили» своє історичне досягнення, написавши крейдою власні імена на бетонній стіні генератора.
Того ж дня дослідний реактор-брідер EBR-1, що розміщувався в маленькій будівлі, котра і сьогодні, як і раніше, самотньо стоїть на відкритій рівнині в південно-східному Айдахо, підвищив виробок до 100 кіловатів, чого було достатньо для живлення всього його електроустаткування. Перша дослідницька мета EBR-1 полягала в розробленні й перевірці концепції реактора-брідера. 4 червня 1953 року Комісія з атомної енергії США оголосила, що реактор EBR-1 став першим реактором у світі, який продемонстрував брідінг плутонію й урану.
У 1962 році він став першим у світі реактором з плутонієвою активною зоною, який виробив електроенергію. Протягом всього наступного року він був джерелом цінних даних по брідінгу в реакторі з плутонієвим паливом і допомагав науковцям краще зрозуміти поведінку плутонію в реакторі, що діяв. 30 грудня 1963 року реактор був офіційно зупинений. 26 серпня 1966 року його оголошено національним історичним пам'ятником. (За матеріалами Національної лабораторії Айдахо, США).
1972 року на розроблюваному з 1958 року родовищі урану «Окло» в Габоні виявлено сліди ланцюгової реакції. Подальші дослідження підтвердили, що тут приблизно 2,0-1,8 мільярда років тому діяв єдиний відомий на 2011 рік природний реактор.

## Атомні електростанції у світі
Перша у світі атомна електростанція потужністю 5 МВт, Обнінська АЕС, була запущена в СРСР 27 червня 1954 року в місті Обнінську, розташованому в Калузькій області.
У 1958 році введено в експлуатацію першу чергу Сибірської АЕС (місто Томськ-7, Томська область) потужністю 100 МВт (повна проєктна потужність 600 МВт). Того ж року розгорнулося будівництво промислової Білоярської АЕС (місто Зарічний, Свердловська область), а 26 квітня 1964 року генератор першої черги дав струм споживачам. У вересні 1964 року пущений 1-й блок Нововоронезької АЕС потужністю 210 МВт. Другий блок потужністю 350 МВт запущений в грудні 1969 року. У 1973 році почала працювати Ленінградська АЕС.
За межами СРСР перша АЕС промислового призначення потужністю 46 МВт введена в експлуатацію в 1956 році в Колдер-Голі (Велика Британія). За рік почала виробляти електроенергію АЕС потужністю 60 МВт в Шиппінгпорті (США).
Світовими лідерами у виробництві ядерної електроенергії є: США (788,6 млрд кВт·год/рік), Франція (426,8 млрд кВт·год/рік), Японія (273,8 млрд кВт·год/рік) і Німеччина (158,4 млрд кВт·год/рік).
Наприкінці червня 2008 року заступник голови Міжнародного агентства з атомної енергії (МАГАТЕ) Юрій Соколов наголошував, що, на його думку, до 2030 року атомні електростанції лишатимуться основним джерелом електроенергії та кількісно збільшаться на 60 %.
Станом на квітень 2018 року у світі працювало 449 енергоблоків АЕС. Усі вони зосереджені в 45 країнах світу, зокрема:
- США — 99 блоків АЕС;
- Франція — 58 блоків АЕС;
- КНР — 48 блоків АЕС;
- Японія — 42 діє, із них тільки 8 працюють (роботу більшості АЕС було призупинено після Фукусімської аварії);
- Росія — 37 блоків АЕС;
- Україна — 19 блоків, ЧАЕС не працює після чорнобильської аварії.

Найбільша АЕС в Європі — Запорізька атомна електростанція в місті Енергодарі (Запорізька область), будівництво якої розпочато 1980 року і на середину 2008 року тут працювало 6 атомних енергоблоків (6-й введено в дію після відновлення проголошення незалежності — 19 жовтня 1995 року).
Найбільша АЕС у світі Касівадзакі-Каріва за встановленою потужністю (на 2008 рік) розташована в японському місті Касівадзакі префектури Ніїгата — в роботі перебувають п'ять киплячих ядерних реакторів (BWR) і два розширених киплячих ядерних реактори (ABWR), загальна потужність яких становить 8,212 ГВт.
На 2015 рік будувалося ще 65 атомних реакторів, зокрема в країнах, які розвиваються. Передбачається, що до 2030 року ще вісім країн почнуть використовувати атомну енергетику, а три (Німеччина, Вірменія та Бельгія) відмовляться від атомних електростанцій, тож загалом це складе 35 країн, які використовуватимуть АЕС. Найбільше блоків АЕС, що тимчасово не працюють, — в Японії (через Фукусімську аварію).
2020 року в Об'єднаних Арабських Еміратах ввели в експлуатацію першу в арабських країнах атомну електростанцію Барака. Підготовчі роботи тривали на АЕС протягом п'яти місяців.
На початку грудня 2023 року, як повідомили урядові ЗМІ Китаю з посиланням на заяву Національного управління енергетики, у китайській провінції Шаньдун офіційно запущено в комерційну експлуатацію першу у світі атомну електростанцію четвертого покоління. На АЕС Шидаован встановлено два високотемпературні газоохолоджувальні реактори (HTGR) потужністю 250 МВт кожен.

## Українські АЕС
В Україні розташовані п'ять АЕС:
- Чорнобильська атомна електростанція (ЧАЕС) — у місті Прип'ять (Київська область); на ній у квітні 1986 року сталась одна з найбільших в історії людства техногенних катастроф (Чорнобильська аварія), внаслідок чого тривали й тривають досі значні трудомісткі й капіталомісткі аварійні роботи, заходи з відновлення стану постраждалих територій (так звана Чорнобильська зона) і населення, яке на них мешкало і проживає. Аварія на ЧАЕС спонукала людство переглянути райдужні перспективи зростання частки «мирного атому» у загальному видобутку електроенергії у світі; на більшості АЕС світу було вжито додаткових заходів і введені в дію додаткові системи захисту і безпеки, а в самій Україні до 22 жовтня 1993 року діяв мораторій на будівництво нових АЕС[12]. Понад 20 років ЧАЕС лишалась робочою АЕС, а її закриття стало однією з вимог до України з боку ЄС, а також передумовою для вступу України до СОТ. 21 липня 2007 року президент України Віктор Ющенко підписав указ про закриття ЧАЕС[13], яка, проте, і надалі працює й виконує завдання з перерозподілу електроенергії від інших електростанцій, поводження з радіоактивними відходами, відпрацьованим ядерним паливом тощо.
- Південноукраїнська атомна електростанція — у місті Південноукраїнськ (Миколаївська область); три атомних енергоблоки.
- Хмельницька атомна електростанція — у місті Нетішин (Хмельницька область); два атомних енергоблоки.
- Запорізька атомна електростанція — у місті Енергодар (Запорізька область); найбільша в Україні (і в Європі); шість атомних енергоблоків.
- Рівненська атомна електростанція — у місті Вараш; чотири атомних енергоблоки.

На наявних українських АЕС встановлено 15 енергоблоків спільною потужністю 13 888 МВт, які виробляють приблизно 40-50 % від загального обсягу електроенергії в Україні.
2010 року частка АЕС у виробленні електроенергії по Україні складала 47,4 %.
Час від часу є повідомлення ЗМІ про позаштатні ситуації на українських (і не тільки) АЕС, в тому числі з аварійними вимкненнями окремих енергоблоків. Всі енергоблоки разом в Україні майже ніколи не працюють.

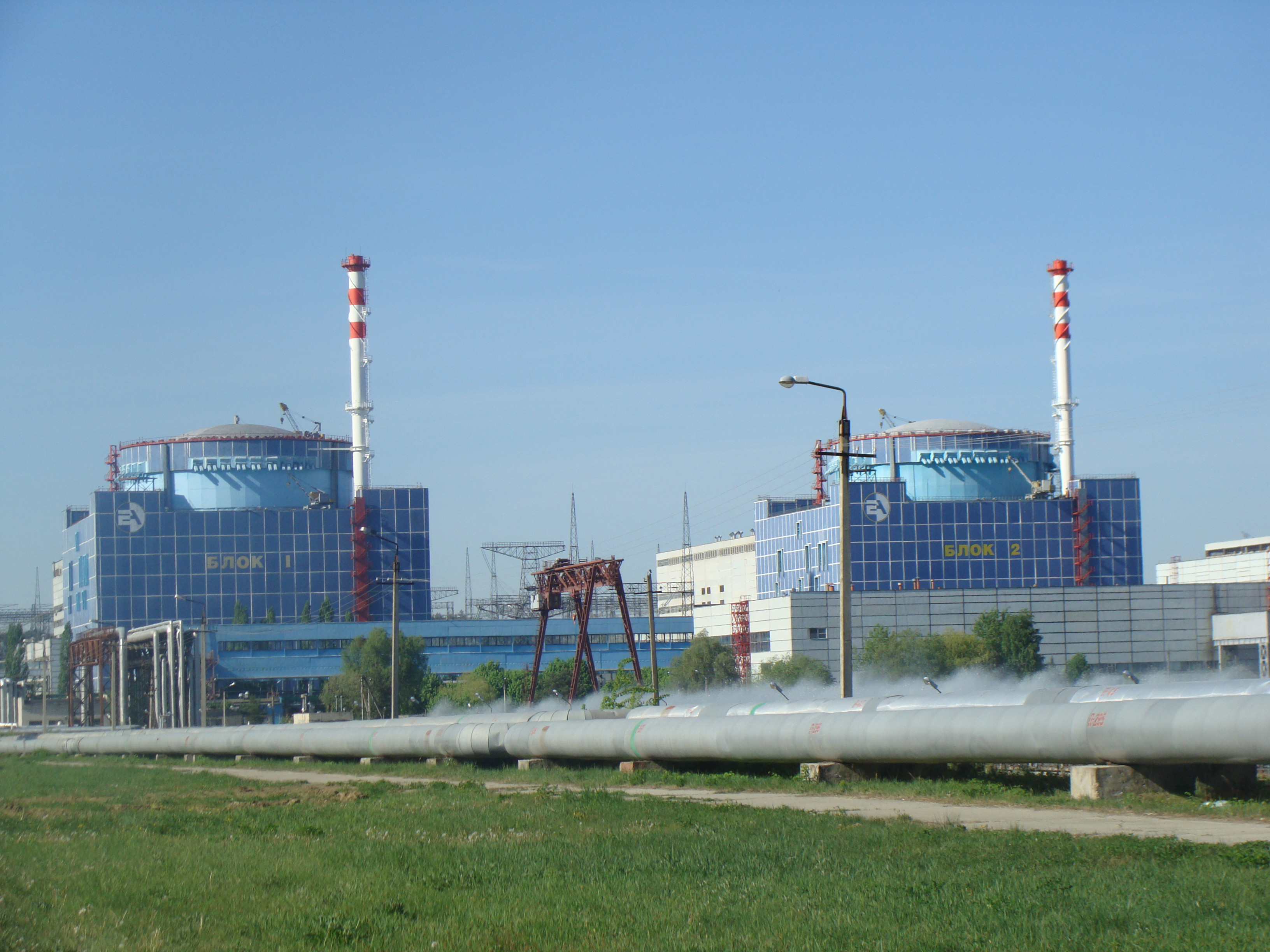
Хмельницька атомна електростанція, Нетішин, 2013
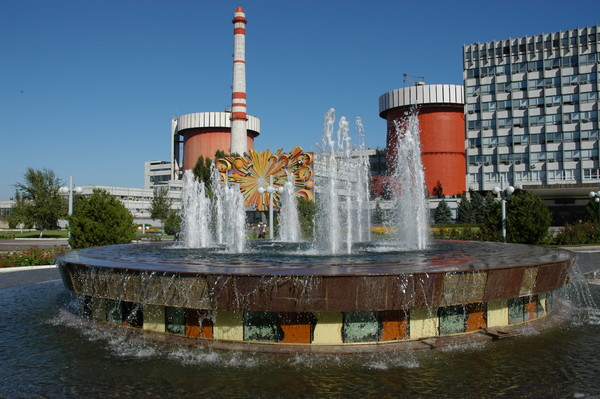
Південноукраїнська атомна електростанція, Південноукраїнськ
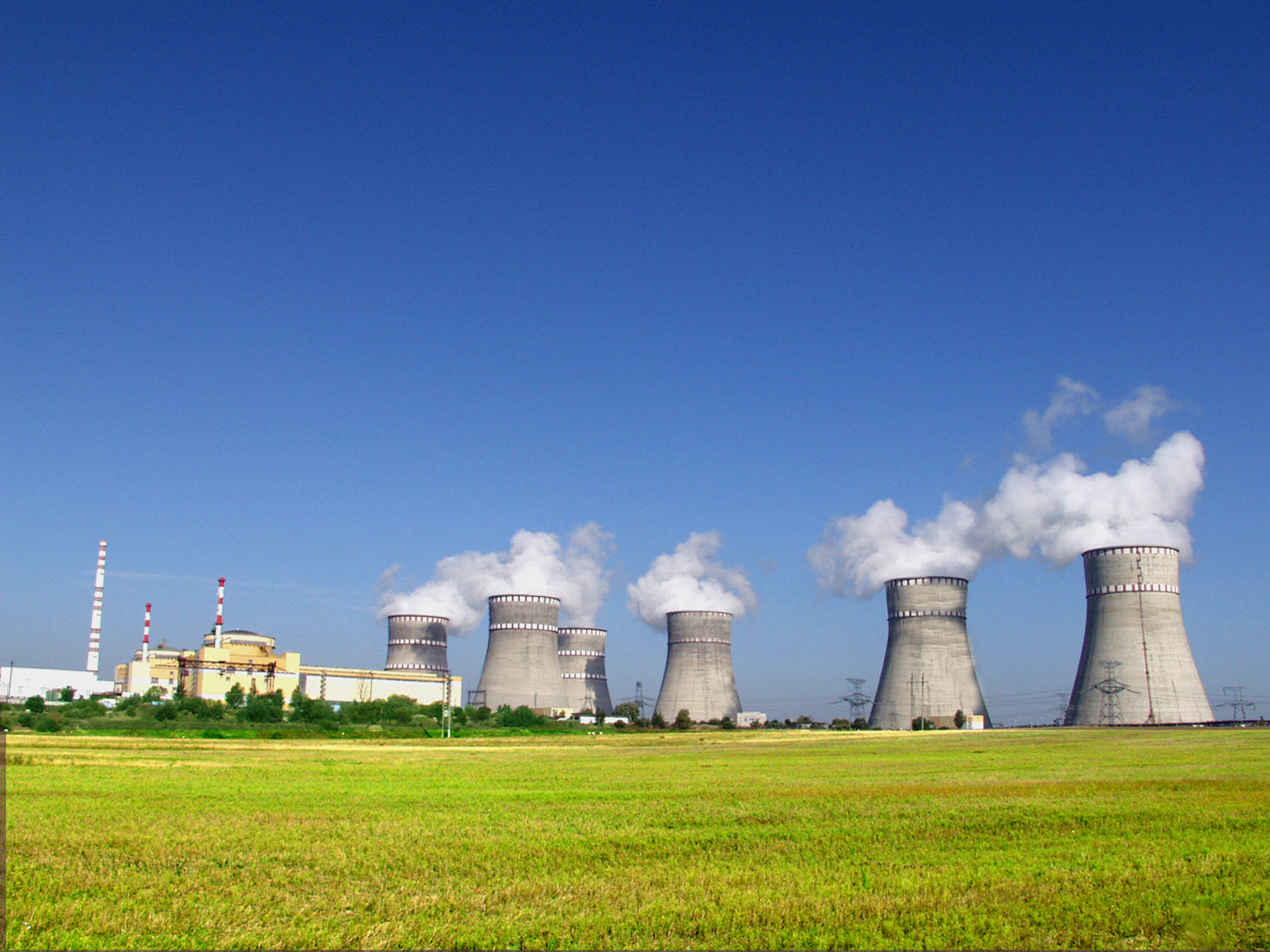
Рівненська атомна електростанція, Вараш
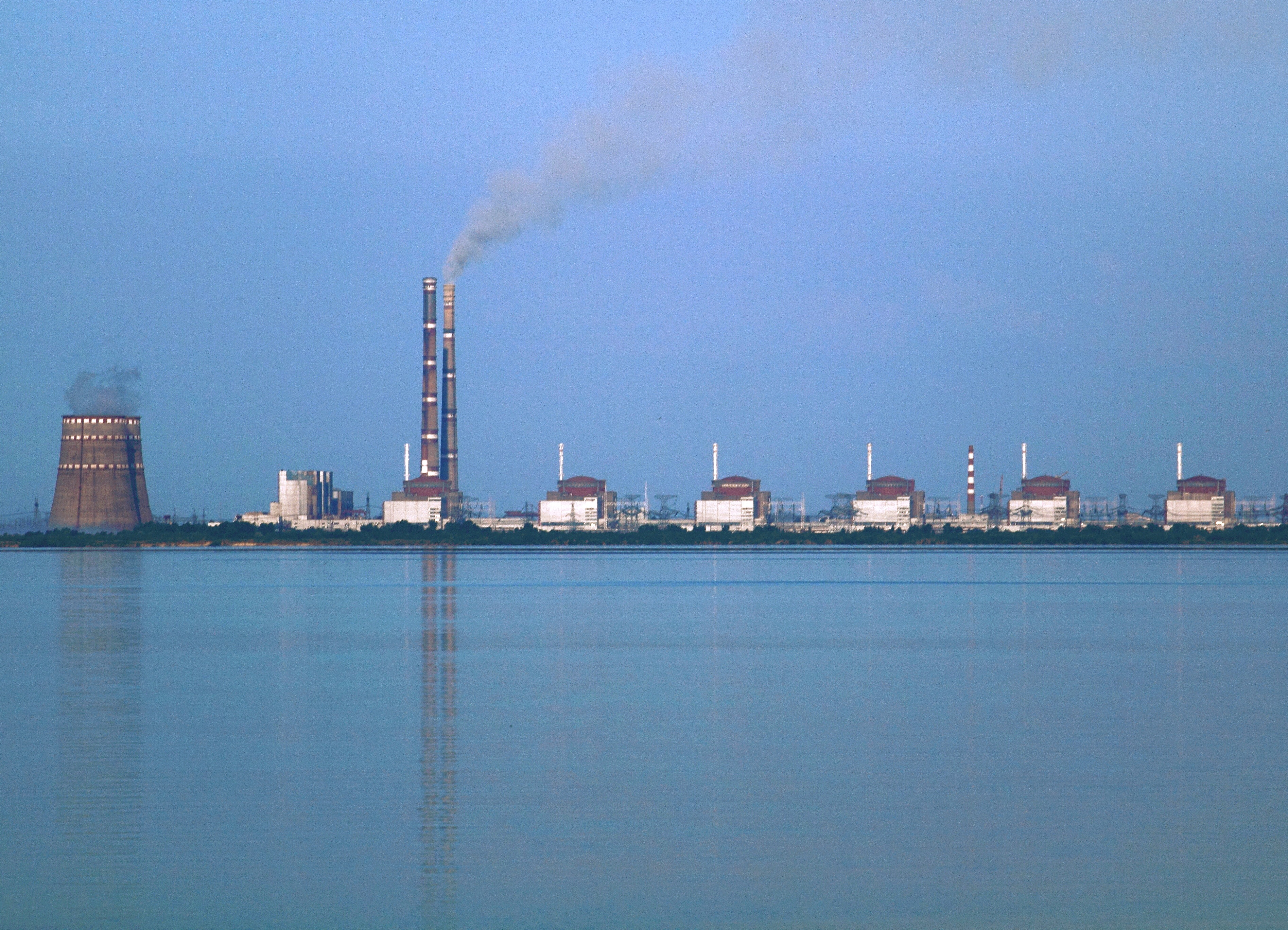
Запорізька атомна електростанція, Енергодар

## Майбутнє
Прогнози Світової енергетичної ради щодо можливих варіантів розвитку ПЕК засвідчують, що до 2100 року головними джерелами енергопостачання стануть АЕС та поновлювані джерела енергії, а частки електростанцій на нафті, природному газі (ТЕС, ТЕЦ) та особливо вугіллі будуть суттєво меншими.
Водночас багато досліджень MIT, Black & Veatch та DOE передбачають, що на природний газ та поновлювані джерела у майбутньому буде припадати більша частина виробництва електроенергії та тепла.

### Застосування мікрореакторів
В 2024 році Міністерство оборони США розпочало будівництво першої в країні атомної електростанції з мікрореактором IV покоління. Це проєкт Pele компанії BWXT Advanced Technologies, який реалізовуватимуть в Національній лабораторії Айдахо (INL). Метою проєкту є створення ядерного мікрореактора для забезпечення потреб військових об'єктів стабільним живленням електроенергією. Майбутній реактор матиме можливість працювати протягом трьох днів після його доставки на місце виконання завдання і забезпечуватиме свій демонтаж протягом семи днів після завершення експлуатації. Розробник створив високотемпературну установку з газовим охолодженням, що працює на триструктурно-ізотропному (Triso) низькозбагаченому урані (Haleu) з високим вмістом ізотопів. Вона може транспортуватися у звичайних морських контейнерах і матиме встановлену потужність 1-5 МВт.